# Українофільство
Українофі́льство (дав.-гр. φιλέω — кохаю) — термін, що означає любов та/або приязнь до України та українців; протилежний за значенням до терміна українофобія. Термін вживається переважно в політичному та культурному контексті. «Українофільство» та «українофіли» — це терміни, які вживаються аби підкреслити свою проукраїнську позицію, свою зацікавленість українською культурою, українською мовою та українською історією.
Українофіли були нещадно переслідувані урядом Російської Імперії, коли книжки, театральні п'єси та інші друковані видання українською мовою були заборонені.

## Виникнення
Першим українофілом нових часів був німецький філософ Й. Г. Гердер, який у своїх творах пророкував Україні велике майбутнє. У ширшому значенні українофілами були польські письменники так званої «української школи» і пізніше поляки — мешканці України, які писали поезії й складали пісні українською мовою. Подібне явище спостерігалось і в російській літературі першої половини XIX століття.
У стислому значенні українофілами називали українських діячів 1860-х pp., а часи їхньої діяльності 1860—1880-х pp. періодом українофільства. Самі українофіли воліли називатися «народолюбцями», але не заперечували й проти інших назв. Рух українофільства особливо поширився на початку 1860-х pp. і поклав основи дальшого розвитку українства.
На першому місці українофіли ставили освіту широких народних мас рідною мовою; для цього складали підручники українською мовою та видавали твори української літератури. Українофіли видавали журнали: «Основа» у Петербурзі (1861—1862), «Черниговский листок» та багато рукописних (найвідоміші з них київський: «Самостайне Слово», «Громадниця», «Помийниця»), а також книжки для народу і так звані метелики (маленькі брошурки).
Починаючи з 1859 р., українофіли створили широку мережу своїх Громад (найважливіші в Петербурзі, Москві, Києві, Харкові, Чернігові, Полтаві, Одесі тощо), які доклали багато зусиль до організації шкільництва (зокрема так звані недільні школи, 1859—1862). Зі світоглядно-політичного погляду термін «українофільство» охоплював різні течії від звичайної любові до свого рідного аж до палкого націоналізму (хоча терміна цього тоді ще не було) і незалежності України.
Після придушення Польського повстання 1863—1864 рр. російський уряд посилив боротьбу проти українофільства (Валуєвський обіжник 1863 р., Емський указ 1876 р.), однак рух українофільства раз у раз відроджувався (початок 1870-х, початок і кінець 1880-х pp.). Пізніше українофіли працювали переважно на культурно-освітній ниві: складання словників українською мовою (Уманця і Спілки, Грінченка), літературна творчість, а наукова діяльність у царині українознавства. Зокрема велику працю проробили вони в рамках Південно-західного відділу Імператорського Російського географічного товариства у Києві (1873—1876) і журналі «Кіевская старина» (1882—1906).
З часом українофіли під щораз більшим тиском російського уряду здавали свої позиції, відмежовуючися від будь-якої національно-політичної діяльності. Це викликало критику й невдоволення не лише з боку молодшої генерації українських діячів, а навіть і серед самих українофілів. Історія українофільства скінчилася в кінці 1880-х pp. На зміну йому виступила нова генерація українства — «Братство тарасівців».
За радянських часів українофільський рух характеризували як рух «буржуазно-націоналістичний».